# リーヴェリ
リーヴェリ（イタリア語: Liveri）は、イタリア共和国カンパニア州ナポリ県にある、人口約1,600人の基礎自治体（コムーネ）。

## 地理

### 位置・広がり
ナポリ県東部のコムーネ。県都ナポリから東北東へ26kmの距離にある。

#### 隣接コムーネ
隣接するコムーネは以下の通り。括弧内のAVはアヴェッリーノ県所属を示す。
- カルボナーラ・ディ・ノーラ
- ドミチェッラ (AV)
- マルツァーノ・ディ・ノーラ (AV)
- ノーラ
- パルマ・カンパーニア
- サン・パオロ・ベル・シート
- ヴィシャーノ